# Zawada Uszewska
Zawada Uszewska – wieś w Polsce położona w województwie małopolskim, w powiecie brzeskim, w gminie Gnojnik.
Wieś biskupstwa krakowskiego w powiecie szczyrzyckim w województwie krakowskim w końcu XVI wieku. Dawniej wieś była częścią miasta (aktualnie wsi) Uszew, stąd zawdzięczamy drugi człon nazwy "Uszewska". W latach 1975–1998 miejscowość administracyjnie należała do województwa tarnowskiego. Integralne części miejscowości: Podwisowa, Zagórze.  

## Demografia
Ludność wsi w poszczególnych latach:
1998: 491
2002: 508
2009: 529
2011: 568
2021: 572

## Części wsi
Podwisowa
Zagórze